# 学校法人後藤学園 (東京都豊島区)
学校法人後藤学園（がっこうほうじん ごとうがくえん）とは、東京都豊島区南池袋三丁目に本部を置く学校法人。

## 沿革
『学校法人後藤学園事業報告書』「1.沿革」、学校法人後藤学園ホームページ内の「沿革」を参照。
- 1947年（昭和22年）6月 - 武蔵野ドレスメーカー女子学院設立
- 1951年（昭和26年）9月 - 学校法人認可を受ける（学校法人後藤学園）
- 1954年（昭和29年）2月 - 武蔵野クッキングスクール設立
- 1968年（昭和43年）4月 - 武蔵野調理師学校設立
- 1970年（昭和45年）4月 - 武蔵野栄養専門学校設立
- 1975年（昭和50年）9月 - 武蔵野ドレスメーカー女子学院を武蔵野服飾美術学校と校名変更
- 1976年（昭和51年）10月 - 武蔵野服飾美術学校を武蔵野服飾美術専門学校、武蔵野調理師学校を武蔵野調理師専門学校と校名変更
- 1991年（平成3年）4月 - 武蔵丘短期大学開学
- 2005年（平成17年）4月 - 武蔵野服飾美術専門学校を専門学校武蔵野ファッションカレッジに校名変更
- 2011年（平成23年）
  - 4月 - 武蔵丘短期大学開学20周年
  - 9月 - 学校法人後藤学園設立60周年

## 設置している学校

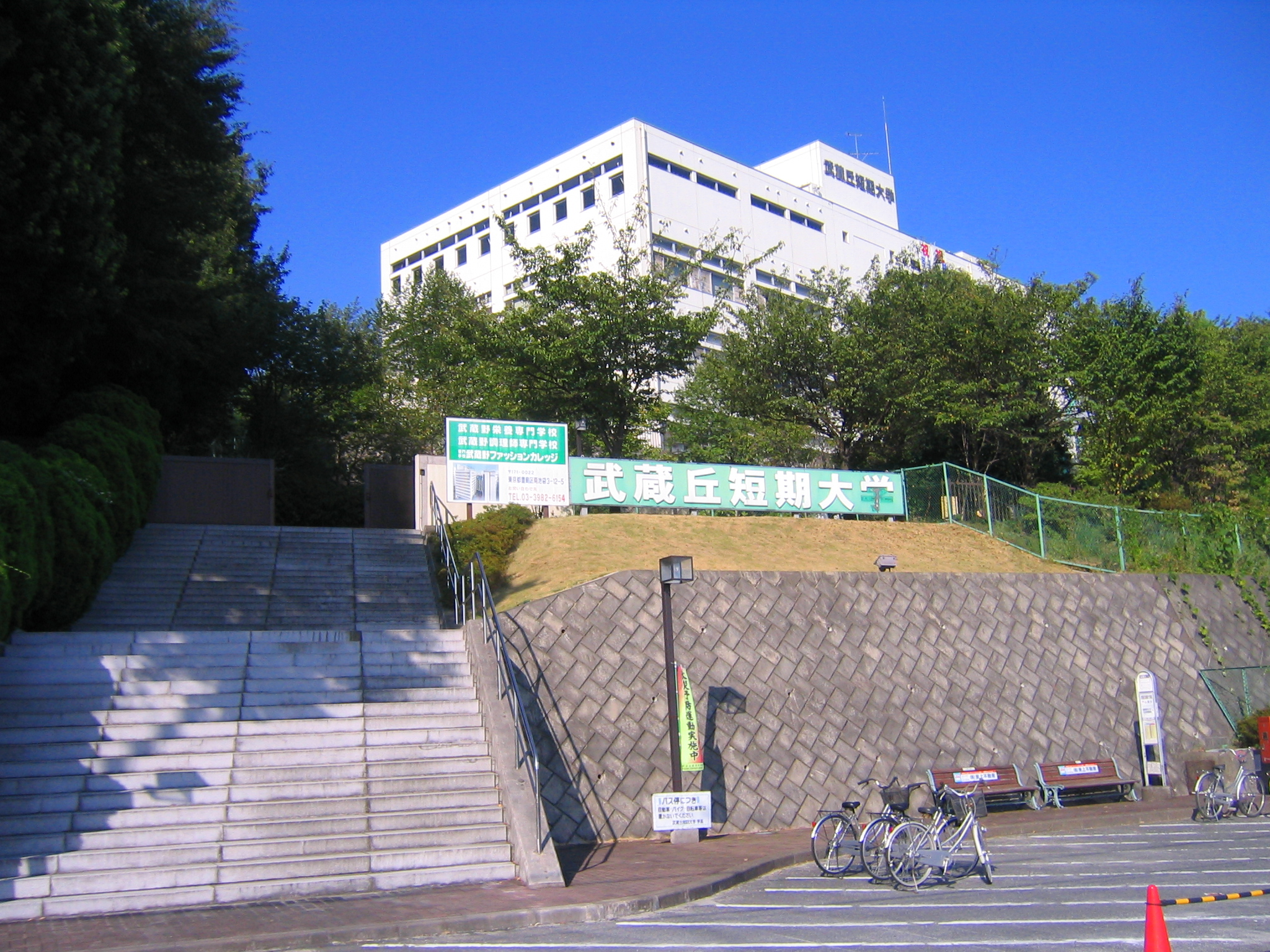
武蔵丘短期大学
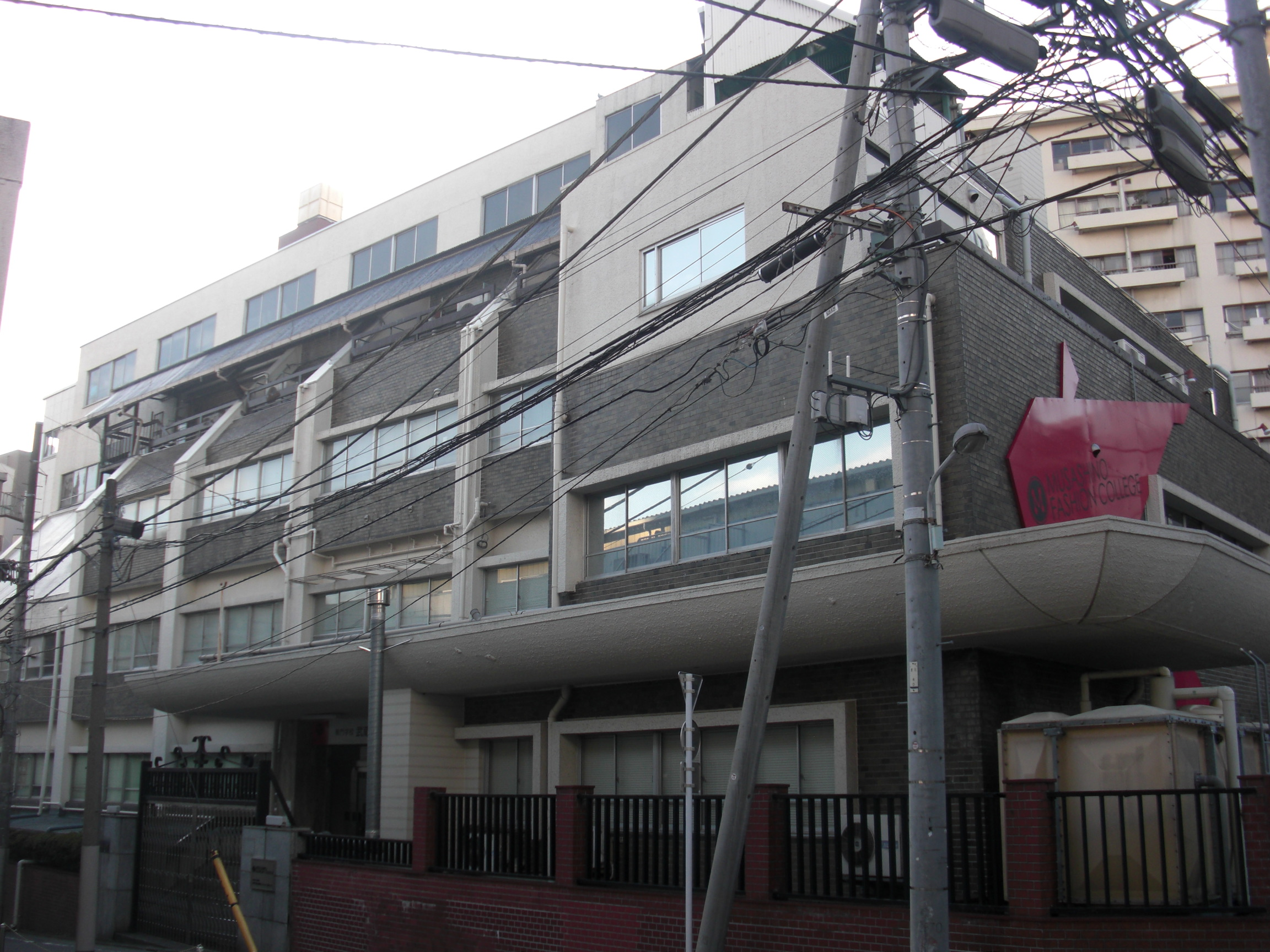
専門学校武蔵野ファッションカレッジ
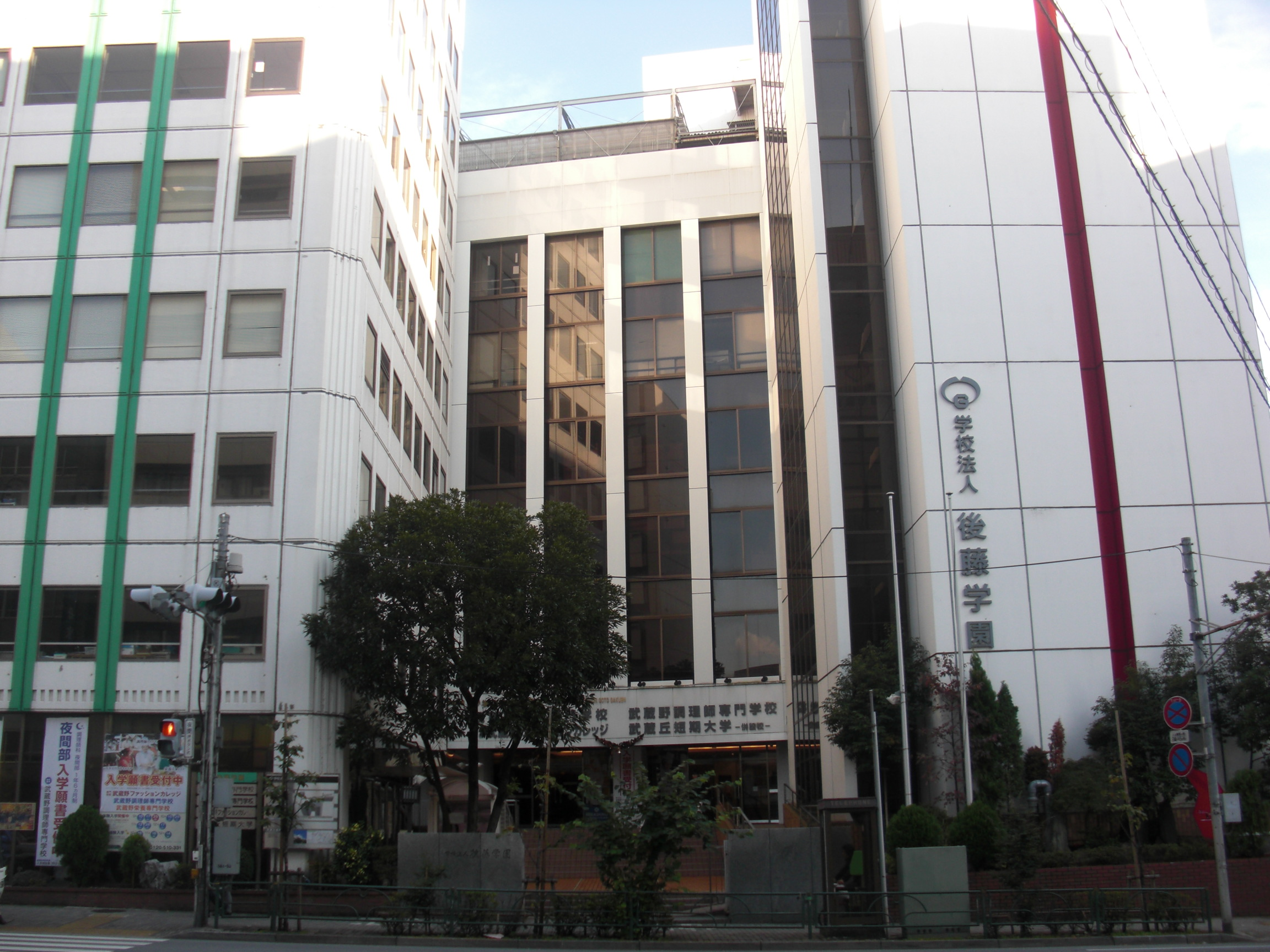
武蔵野調理師専門学校／武蔵野栄養専門学校